# Christer Malmberg (konstnär)
Ulf Christer Malmberg, född 24 januari 1944 i Malmö, är en svensk målare, grafiker och arkitekt.
Malmberg utbildade sig vid Grafikskolan Forum under Bertil Lundberg år 1970-1973. Tidigare studerade han även grafik under Sven Bunell 1968-1969.
Christer Malmberg debuterade 1969 som grafiker genom att få två etsningar antagna på Liljevalchs. Han arbetade med grafik fram till början av 1980-talet då han helt övergick till måleri, en konstform han tidigare utforskat parallellt med grafiken.

## Utställningar

### Separatutställningar (urval)
- 1969 – Lilla Salongen Kristianstad
- 1972 – Staffanstorps konstförening
- 1972 – Limhamns Konstförening

### Samlingsutställningar (urval)
- 1969 – Perstorps konstförening
- 1971  – Forum grafik: Kristianstad museum
- 1970, 1980-1981 – Skånes konstförening
- 1971 – SDS-hallen Malmö
- 1972 – Sveagalleriet Stockholm
- 1972 – Galleri Leger Malmö
- 1972 – Galleri Mors Mössa Göteborg
- 2014 – Galleri Annexet Sölvesborg

### Jurybedömda utställningar
- 1969-1973, 1975-1976 – Kristianstadsalongen
- 1969 – Liljevalchs Vårsalong
- 1970, 1980-1981 – Skånes Konstförening